# Feria de San Isidro
La Feria de San Isidro est une série de corridas qui ont lieu aux arènes de Las Ventas de Madrid.

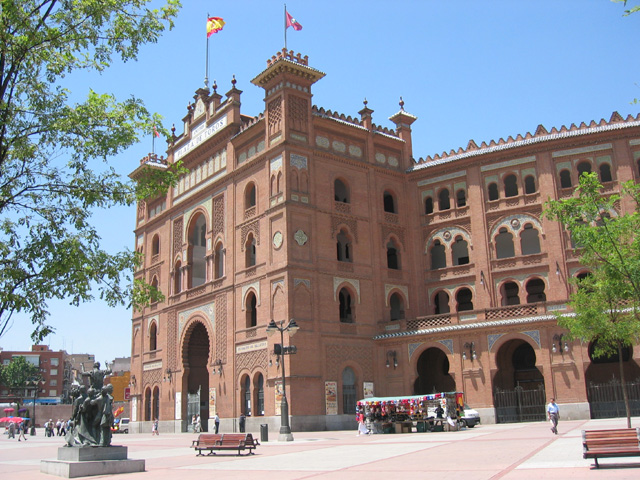
Las Ventas.

## Présentation
La feria a lieu entre mai et juin, en l'honneur de San Isidro, saint patron de la capitale espagnole. Au départ dénommée Feria de Madrid, elle est devenue avec le temps la feria la plus prestigieuse du monde.
Le 27 juillet 2015, la mairie de Madrid déclare la feria de San Isidro "fête d'intérêt général" avec les voies en faveur du PP, PSOE et de C's.